# Skyfall (chanson)
Pour les articles homonymes, voir Skyfall (homonymie).
Singles de Adele
Turning Tables
(2011) Hello
(2015)
Chansons de James Bond
Another Way to Die
(2008) Writing's on the Wall
(2015)
Skyfall (Effondrement du ciel, ou Chute du ciel, en anglais) est une chanson-musique de film du 23e film de James Bond Skyfall de Sam Mendes de 2012 (avec Daniel Craig) interprétée par l'autrice-compositrice-interprète britannique Adele, chez Columbia Records. Écrite par Adele et Paul Epworth, avec l'orchestration de l'Américain J. A. C. Redford, elle succède à Another Way to Die de 2008, des interprètes Jack White et Alicia Keys, et sort le jour du « Global James Bond Day » du 5 octobre 2012 à 0:07 (BST) pour l'événement mondial des 50 ans du premier film James Bond James Bond 007 contre Dr No de Terence Young de 1962. Vendue à plus de 7 millions d'exemplaires (un des singles les plus vendus de tous les temps), elle est récompensée en 2013 entre autres par les Oscar de la meilleure chanson originale, Golden Globe de la meilleure chanson originale, et Grammy Awards...

## Histoire
Skyfall est une chanson écrite et composée par Adele et Paul Epworth pour le film Skyfall, et dont le nom fait référence au nom du manoir familial Skyfall des Highlands d'Écosse de James Bond « C'est la fin, Retiens ton souffle et compte jusqu'à dix, Sens la terre bouger et ensuite, Entends mon cœur battre à nouveau, Parce que c'est la fin, Laisse le ciel s’effondrer, lorsqu'il s’émiettera, Nous resterons debout..., Vous pouvez avoir mon numéro, vous pouvez prendre mon nom, Mais vous n'aurez jamais mon cœur... »

Publicité du film Skyfall de 2012 (gare de King's Cross de Londres)

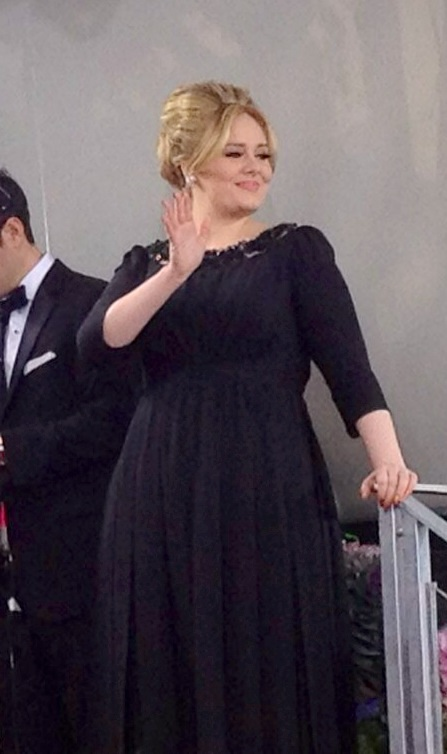
Adele, à la 70e cérémonie des Golden Globes de 2013, où Skyfall remporte le Golden Globe de la meilleure chanson originale.

Epworth se charge également de la réalisation. Le choix d'Adele pour l’interprétation de la chanson s'imposa de lui-même, selon Lia Vollack qui déclara : « Adele fut un choix parfait pour la saga Bond quand on regarde la tradition des anciens films. Les fans de Bond voulaient quelqu'un de spécial pour le 50e anniversaire et Adele correspondait parfaitement à cette attente. »
Adele hésitait au départ à participer à la chanson d'un James Bond, considérant le challenge comme immense, qu'elle n'était pas la personne qu'ils recherchaient car « ses chansons étaient trop personnelles ». « J'étais un peu hésitante au début à l'idée de réaliser la chanson-phare de Skyfall », confia-t-elle au site Digital Sound. « Puis je suis tombée amoureuse du script, et Paul avait tant de merveilleuses idées. » La chanteuse confiera également que le travail sur la chanson Skyfall fut « quelque chose de très fun et peut-être le projet qui l'a excitée le plus ».

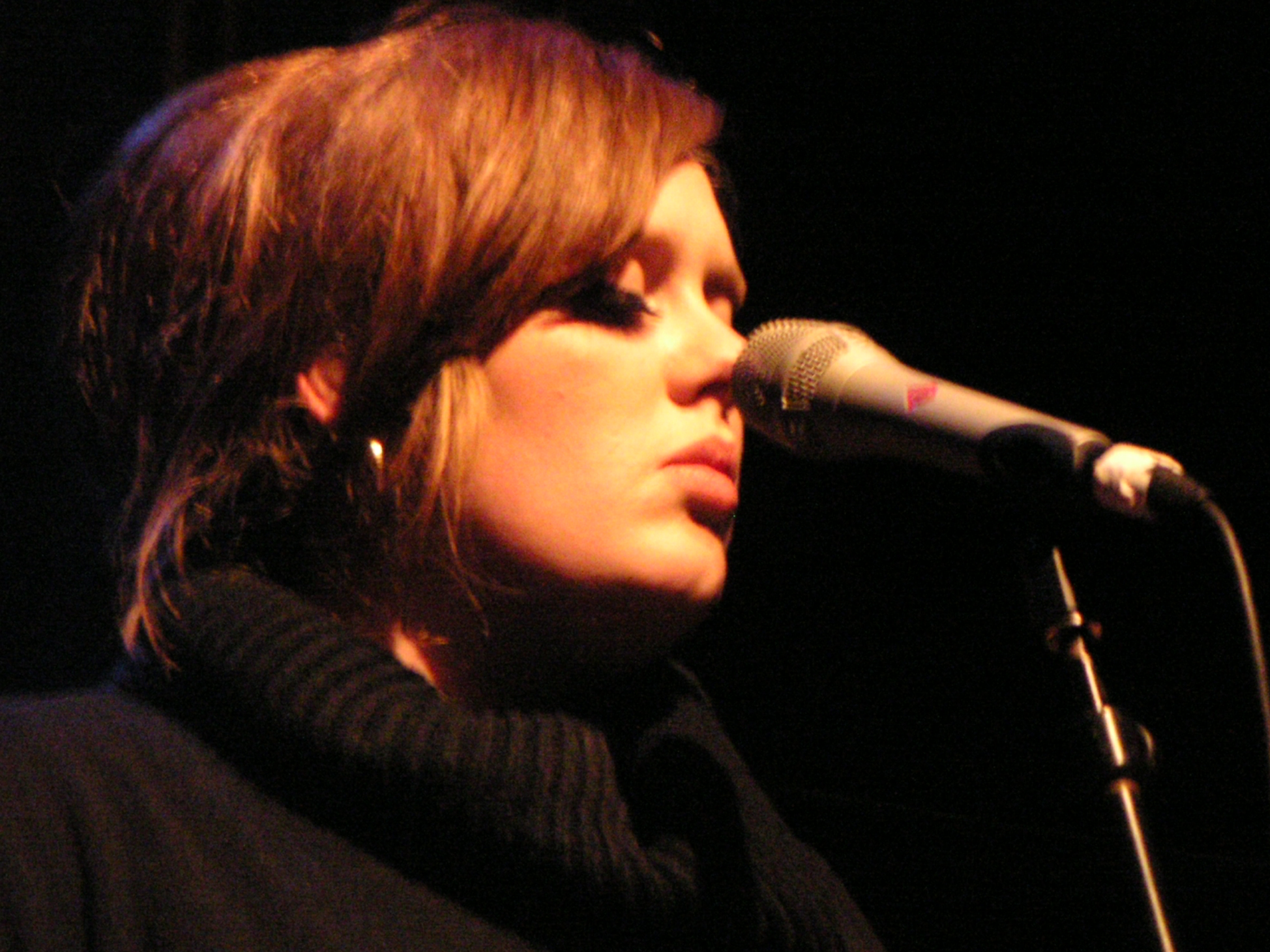
Adele en 2009

Pour le travail d'écriture, ils ont d'abord lu le script et ont ensuite étudié de près le look des anciens James Bond afin de déterminer un facteur commun, une ambiance un peu jazz des années 1960. Le réalisateur du film, Sam Mendes, avait demandé à Adele d'écrire une chanson personnelle, comme elle a l'habitude de faire, car « personne ne le fait mieux qu'elle » et de s'inspirer de Nobody Does It Better, du film L'Espion qui m'aimait. Epworth déclarera aussi que le thème, l'ambiance musicale de la chanson fut comme un « Euréka ! », que l'inspiration lui vint tout à coup et qu'il entendit dans sa tête les chœurs de Skyfall, un son qu'il n'avait pas l'habitude d'entendre.
Selon Adele, l'enregistrement de Skyfall fut l'un des moments de sa vie où elle s'est sentie la plus fière. Insistant sur le talent de la chanteuse, Paul Epworth dément les rumeurs qui prétendent qu'Adele aurait enregistré Skyfall en une dizaine de minutes.
Adele enregistre la chanson dans un registre vocal plus bas, car enceinte de son fils Angelo.

## Accueil

### Accueil critique
La chanson a reçu de nombreux prix dont celui du Golden Globe de la meilleure chanson originale, le Grammy Award de la meilleure chanson écrite pour un film, la télévision ou autre média visuel en 2014, le Golden Globes de la meilleure chanson originale, le Brit Award du meilleur single britannique mais surtout l'Oscar de la meilleure chanson. C'est au cours de cette cérémonie qu'Adele chanta "Skyfall" en live pour la première fois, le 24 février 2013.
Daniel Craig, interprète de James Bond dans le film, avouera avoir pleuré en entendant pour la première fois la chanson.

### Accueil commercial
La chanson est immédiatement classée numéro un sur la plateforme de téléchargement iTunes Store en moins de 12 heures après sa sortie, surpassant le record de la chanteuse Rihanna avec Diamonds (2012) au Royaume-Uni et la chanson Red de la chanteuse américaine Taylor Swift aux États-Unis. Le 7 octobre 2012, la chanson se place en quatrième position des chartes anglais alors qu'elle n'est en vente que depuis deux jours grâce à 80 000 copies vendues pendant cette période.
En France, la chanson entre en troisième position du top single. Près d'un mois plus tard, elle atteint la première position du classement aidée par la sortie du film et de la version physique du single. Les ventes du titre doublent en une semaine. Elle décroche par la même occasion le record historique des ventes numériques en France avec 22 718 téléchargements. Elle demeurera à la première position du classement en France pendant six semaines non consécutives et ne quittera le Top Singles France qu'au bout de 87 semaines. Finalement, Skyfall s'est écoulée à 334 500 exemplaires en France. Ce n'est pas le plus gros succès d'Adele dans ce pays : celui-ci est toujours Someone Like You avec ses 357 000 ventes, talonnée de près par Rolling in the Deep (346 000).

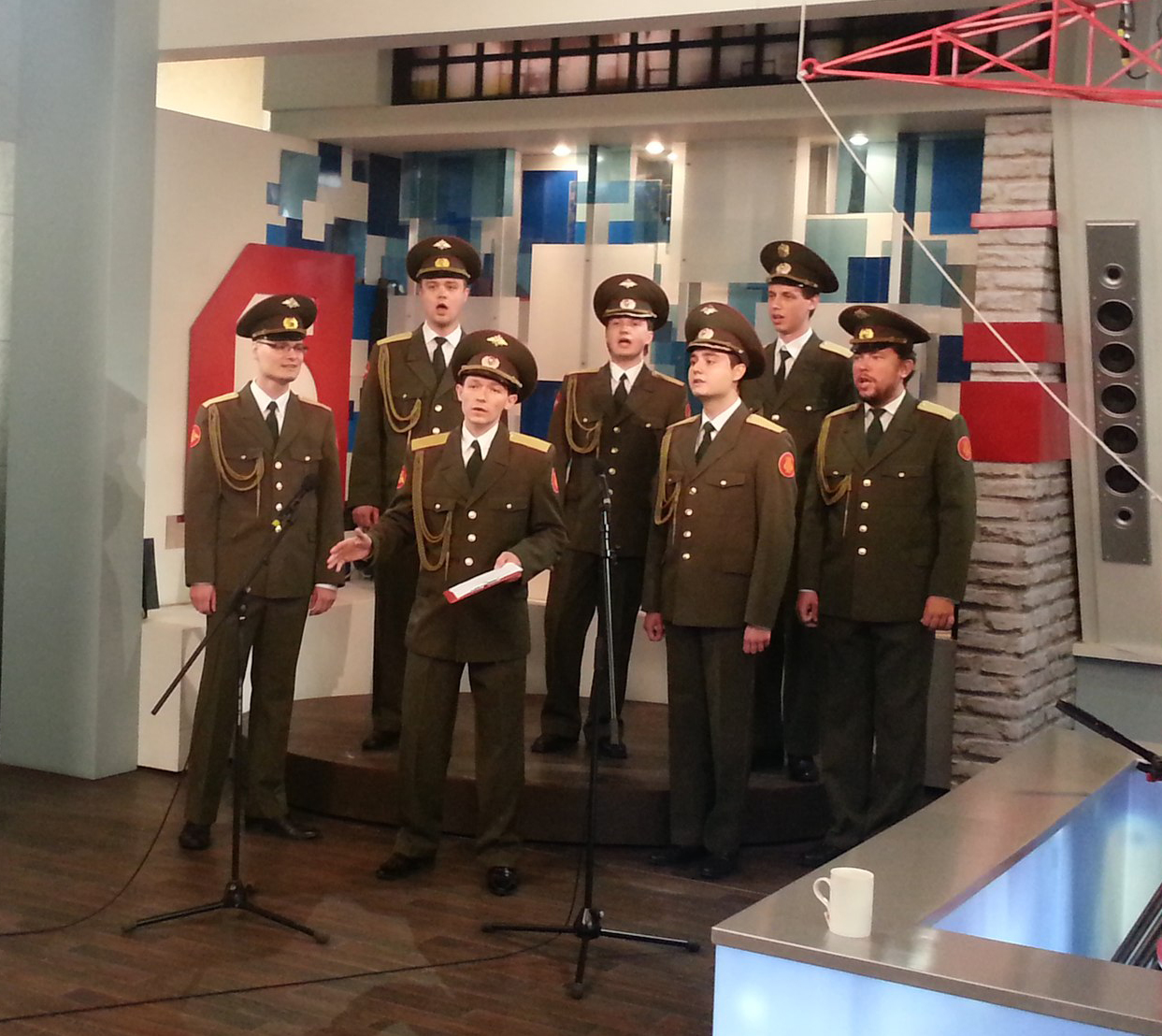
Le Russian Army Choir interprète Skyfall en août 2013

### Remix, covers et parodies
La chanson qui connut un succès fulgurant partout dans le monde, laissa vite place à de nombreuses reprises, remix et autres covers par différents groupes. Parmi les plus connues, on peut retenir la cover du groupe Our Last Night, sortie sur Youtube, le 12 mars 2013 qui rencontra un franc succès auprès du grand public. Sur une chaîne de télévision de Saint-Pétersbourg, c'est la Russian Army Choir ou l'ensemble Alexandrov qui offrit sa propre version de la chanson d'Adèle en Août 2013. Au même moment, ce tube a été parodié dans les Guignols par le gouvernement de François Hollande pour dire qu’il a peur de ne pas réussir à baisser la courbe du chômage avant Noël. Les reprises de chanteurs et chanteuses amateurs sont nombreuses sur les sites de vidéos en ligne mais de grands groupes, comme Within Temptation, ont aussi déclaré leur amour pour cette musique à leur manière.

## Classements et certifications
| Classement (2012)                       | Meilleure position |
| --------------------------------------- | ------------------ |
| Allemagne (Media Control AG)            | 1                  |
| Australie (ARIA)                        | 5                  |
| Autriche (Ö3 Austria Top 40)            | 2                  |
| Belgique (Flandre Ultratop 50 Singles)  | 1                  |
| Belgique (Wallonie Ultratop 50 Singles) | 1                  |
| Canada (Hot 100)                        | 3                  |
| Corée du Sud (Gaon Chart)               | 1                  |
| Croatie (top 100 airplay)               | 1                  |
| Danemark (Tracklisten)                  | 2                  |
| Écosse (OCC)                            | 3                  |
| Espagne (PROMUSICAE)                    | 4                  |
| États-Unis (Hot 100)                    | 8                  |
| États-Unis (Pop Songs)                  | 37                 |
| États-Unis (Adult Pop Songs)            | 14                 |
| États-Unis (Dance Club Songs)           | 10                 |
| États-Unis (Adult Contemporary)         | 11                 |
| Europe (Digital Songs)                  | 1                  |
| Hongrie (Rádiós Top 40)                 | 1                  |
| Hongrie (Single Top 40)                 | 1                  |
| Finlande (Digital)                      | 1                  |
| France (SNEP)                           | 1                  |
| Grèce (Digital Songs)                   | 1                  |
| Irlande (IRMA)                          | 1                  |
| Islande (Tónlist)                       | 5                  |
| Israël (Media Forest)                   | 1                  |
| Italie (FIMI)                           | 1                  |
| Japon (Hot 100)                         | 20                 |
| Liban (Top 20)                          | 1                  |
| Luxembourg (Digital Songs)              | 1                  |
| Mexique (Inglés Airplay)                | 23                 |
| Pays-Bas (Nederlandse Top 40)           | 1                  |
| Pays-Bas (Single Top 100)               | 1                  |
| Nouvelle-Zélande (RMNZ)                 | 2                  |
| Pologne (ZPAV)                          | 5                  |
| Pologne (Digital Songs)                 | 1                  |
| Portugal (Digital Songs)                | 2                  |
| Slovaquie (IFPI Rádio)                  | 5                  |
| Suisse (Schweizer Hitparade)            | 1                  |
| Tchéquie (IFPI Rádio)                   | 1                  |
| Royaume-Uni (UK Singles Chart)          | 2                  |
| Royaume-Uni (UK Indie Chart)            | 1                  |

| Classement (2012)   | Position |
| ------------------- | -------- |
| Belgique (Flandre)  | 16       |
| Belgique (Wallonie) | 8        |
| Pays-Bas            | 8        |

| Pays                     | Certification | Ventes    |
| ------------------------ | ------------- | --------- |
| Allemagne (BVMI)         | Platine       | 300 000   |
| Australie (ARIA)         | Or            | 35 000    |
| Belgique (BEA)           | Platine       | 30 000    |
| Canada (Music Canada)    | 4 × Platine   | 320 000   |
| Danemark (IFPI)          | Platine       | 30 000    |
| États-Unis (RIAA)        | Platine       | 2 000 000 |
| Finlande (IFPI)          | Or            | 5 000     |
| France (SNEP)            | Platine       | 300 000   |
| Italie (FIMI)            | Platine       | 60 000    |
| Nouvelle-Zélande (RIANZ) | Or            | 7 500     |
| Royaume-Uni (BPI)        | Platine       | 600 000   |

## Liste des pistes
- Téléchargement digital

1. Skyfall – 4:46

- CD et 7" single

1. Skyfall – 4:48
2. Skyfall (Instrumental) – 4:45

## Crédits
- Chant interprétation : Adele
- Écriture : Adele et Paul Epworth
- Réalisation, synchronisation des chœurs, percussions : Paul Epworth
- Maître des chœurs : Jenny O'Grady
- Orchestre symphonique : J. A. C. Redford
- Piano : Nikolaj Torp Larsen
- Guitare : James Reid
- Basses : Tom Herbert
- Batterie : Leo Taylor
- Enregistrement de l'orchestre : Simon Rhodes
- Studio d'enregistrement : studios Abbey Road de Londres en Angleterre.

## Récompenses
- 2012 : Las Vegas Film Critics Society Awards : Meilleure chanson
- 2012 : Phoenix Film Critics Society Awards : Meilleure chanson
- 2013 : Houston Film Critics Society Awards : Meilleure chanson
- 2013 : Denver Film Critics Society Awards : Meilleure chanson
- 2013 : Golden Globes : Meilleure chanson originale
- 2013 : Critics' Choice Movie Awards : Meilleure chanson originale
- 2013 : Oscars du cinéma : Meilleure chanson
- 2013 : Brit Awards : British Single of The Year